# Schilderkunst in de Lage Landen
De schilderkunst in de Lage Landen heeft een belangrijke rol in de geschiedenis van de schilderkunst gespeeld. 
De Vlaamse schilderkunst bloeide op tussen de 15e en begin 16e eeuw met de Vlaamse Primitieven (ook wel Oudnederlandse schilderkunst genoemd), na de Val van Antwerpen in 1585 gevolgd door de Vlaamse barokschilderkunst tot circa 1700. De Tachtigjarige Oorlog bracht een migratiestroom in de Nederlanden op gang, waarbij veel Zuid-Nederlandse schilders naar het Noorden vluchtten. In het noorden, waar de Republiek der Zeven Verenigde Nederlanden ontstond, vond er vervolgens een bloeiperiode plaats in de 17e eeuw, de zogenaamde Gouden Eeuw van kunst en cultuur, zie Nederlandse schilderkunst in de Gouden Eeuw.

## 15e en 16e eeuw

### Jan van Eyck

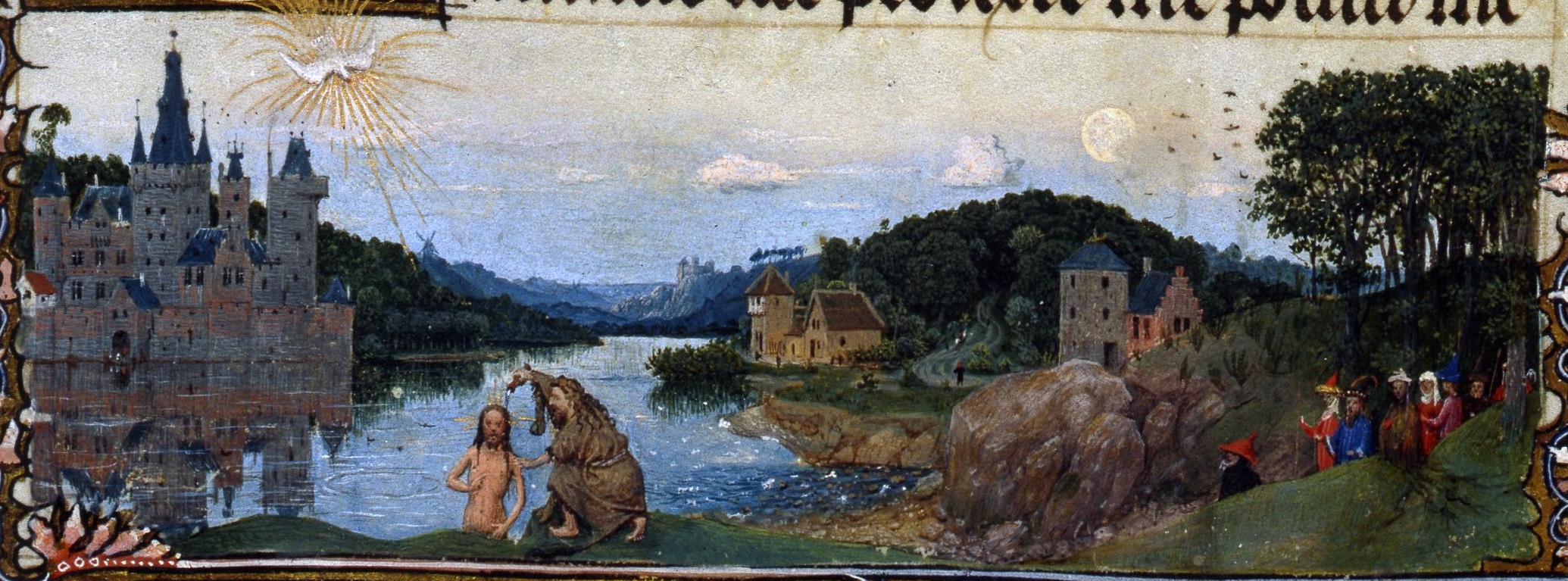
Doop in de Jordaan
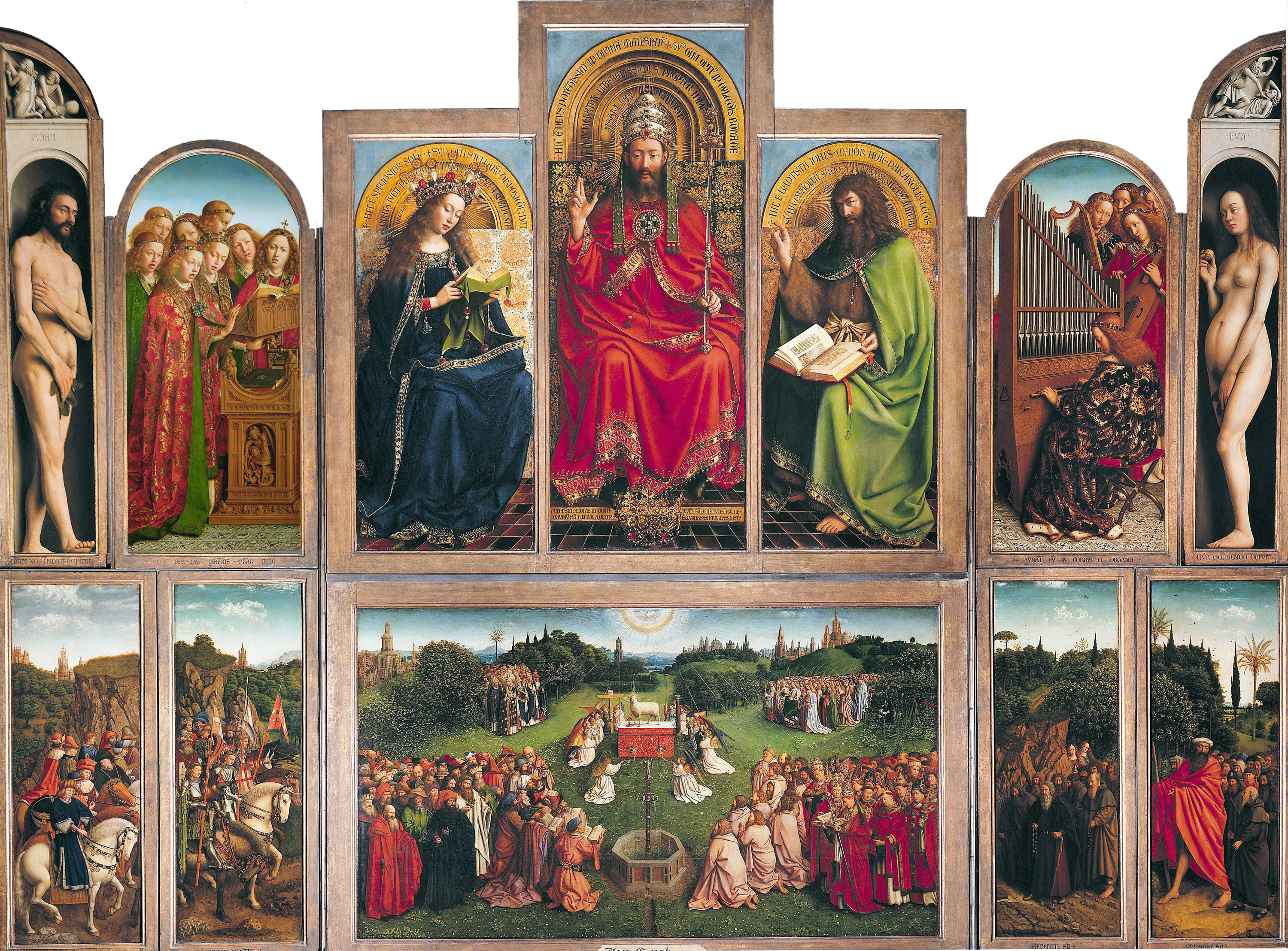
Het Lam Gods (1432)
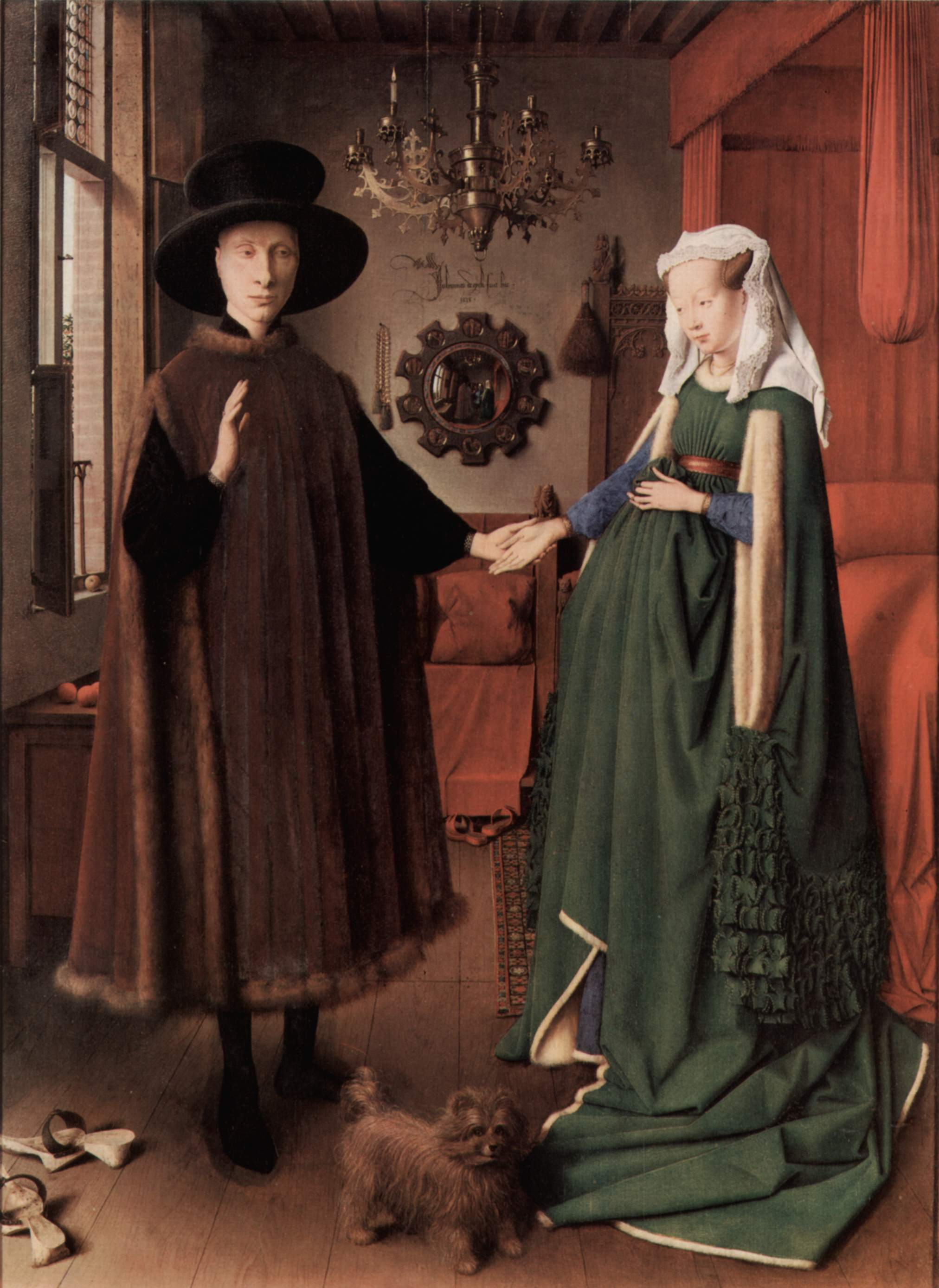
Arnolfini bruiloft (1434)

### Rogier van der Weyden

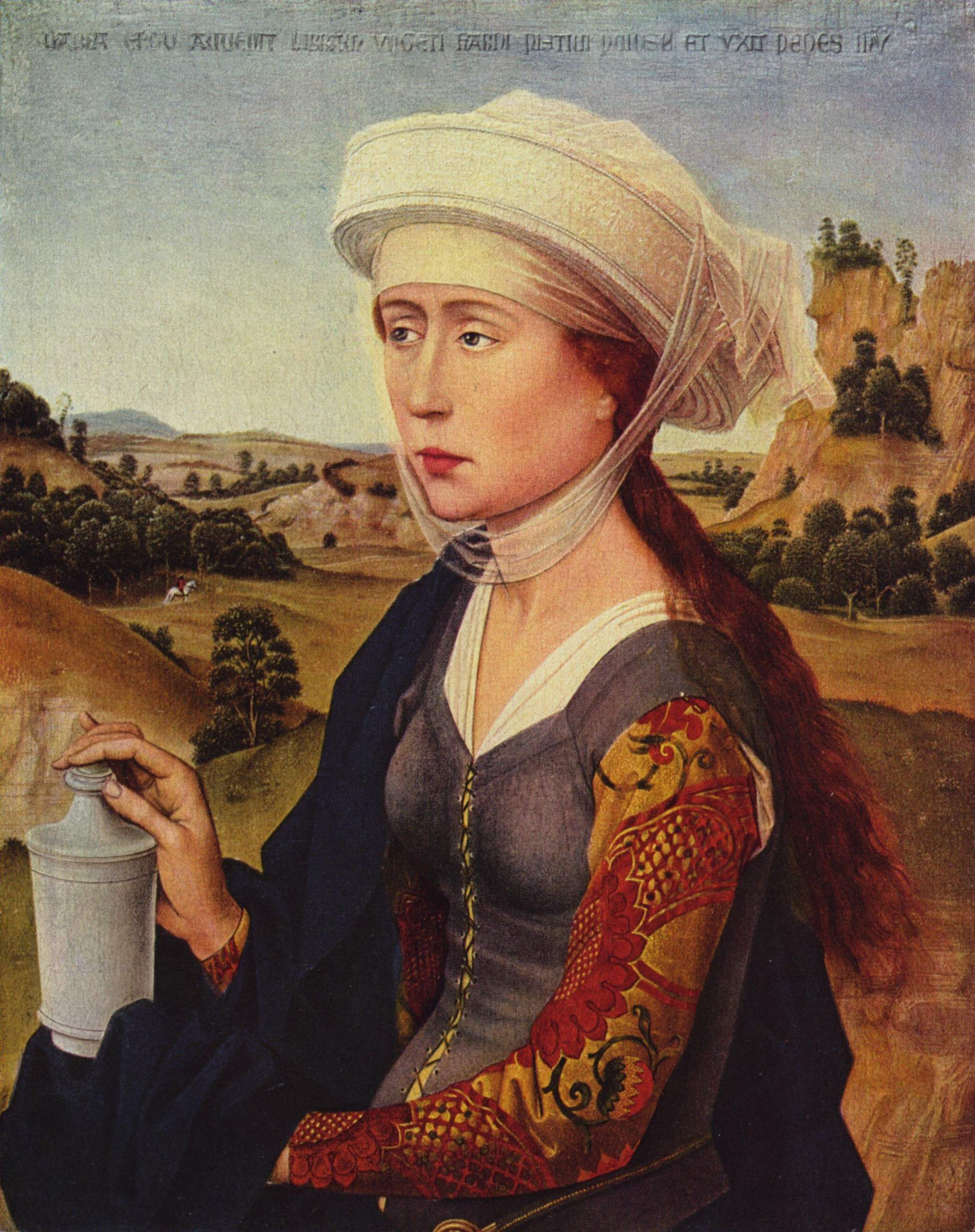
Maria Magdalena
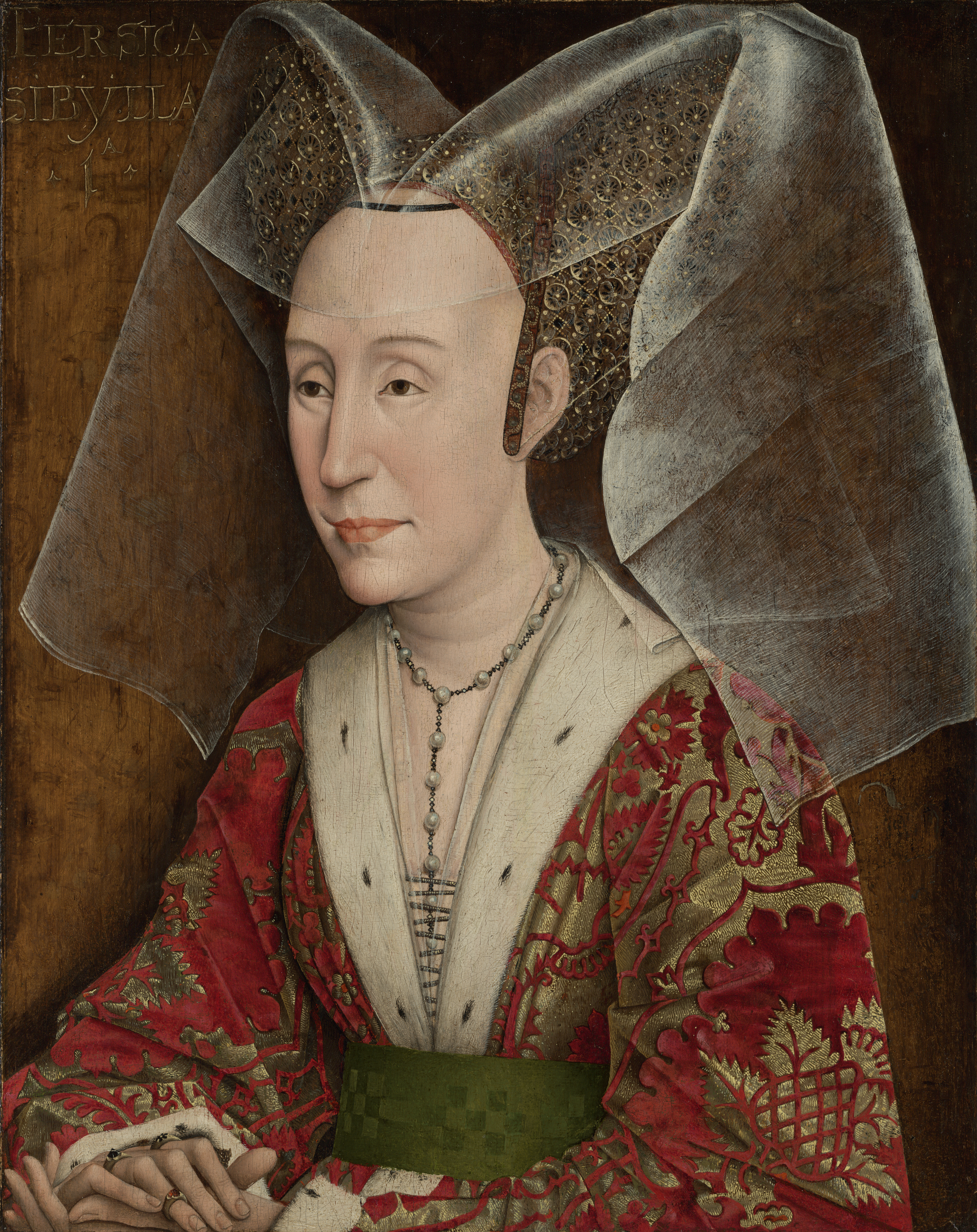
Isabella van Portugal (ca. 1500)

### Jheronimus Bosch

Jeroen Bosch; laatstse oordeel
Tuin der lusten

### Pieter Bruegel de Oude

### Antoon van Dyck

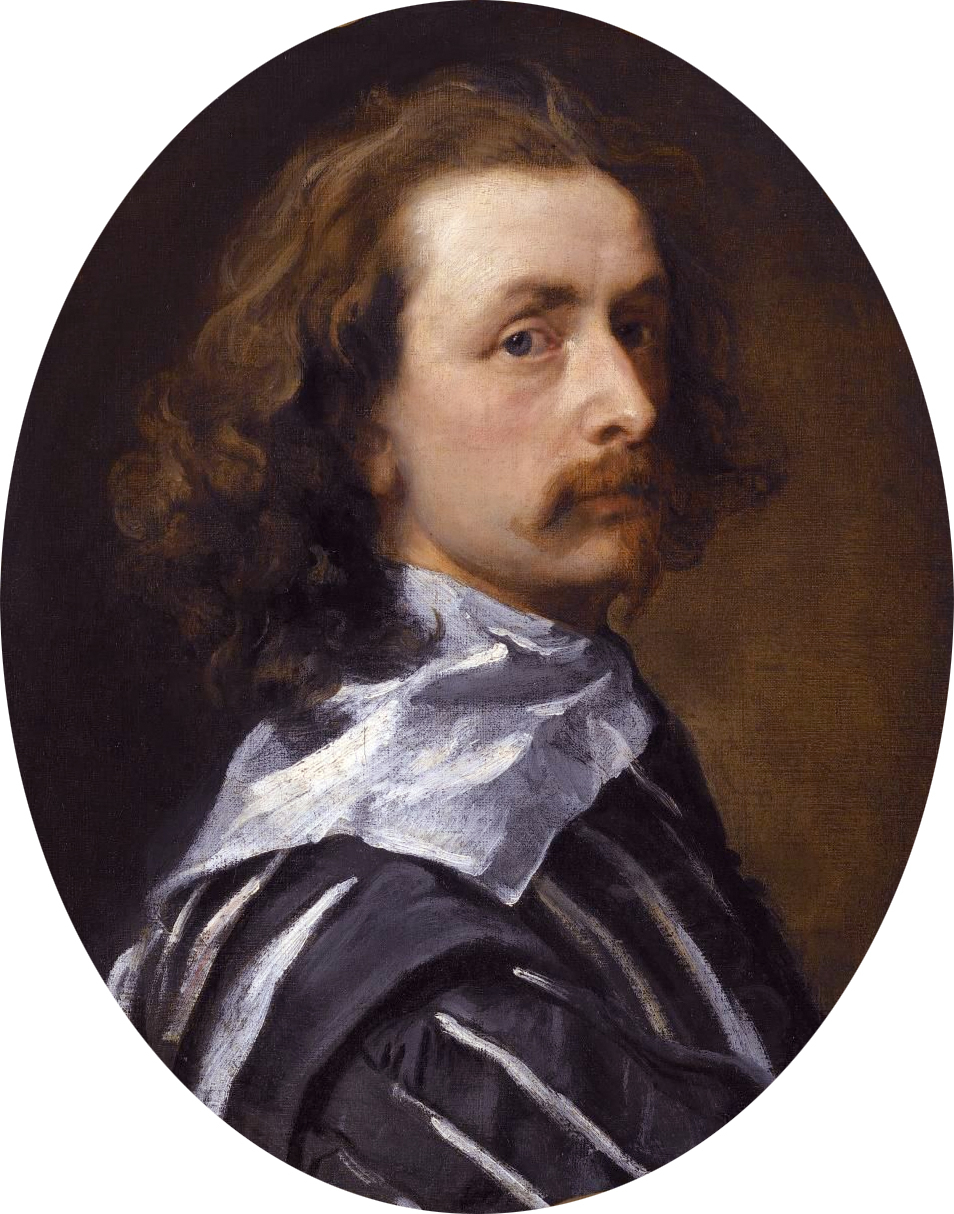
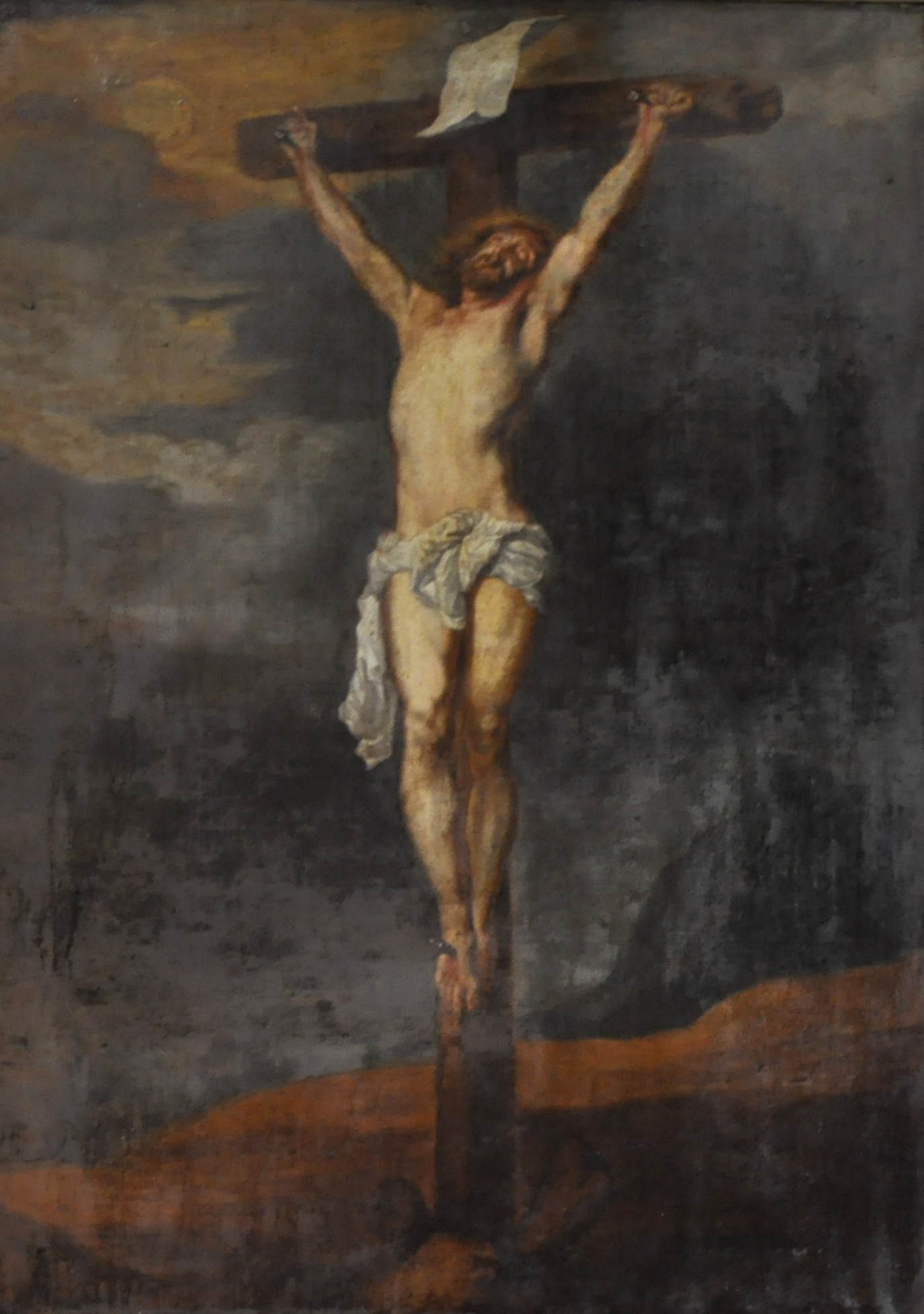

## Zeventiende eeuw (in het Noorden degouden eeuw)

### Pieter Paul Rubens

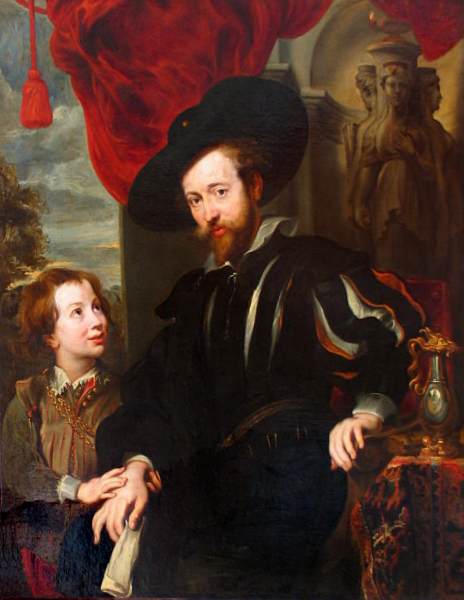
Pieter Paul Rubens
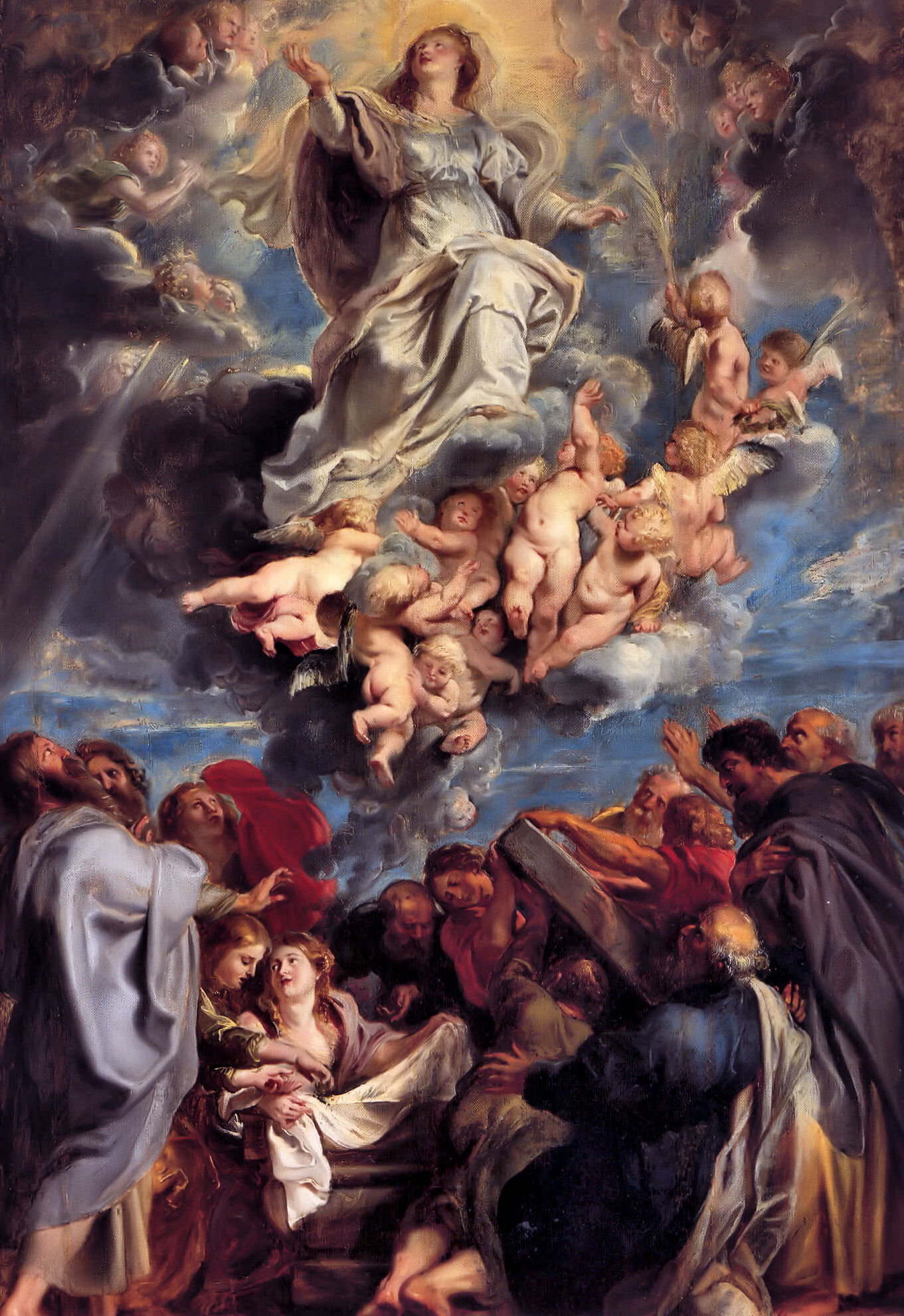
Maria ten hemelopneming

### Frans Hals

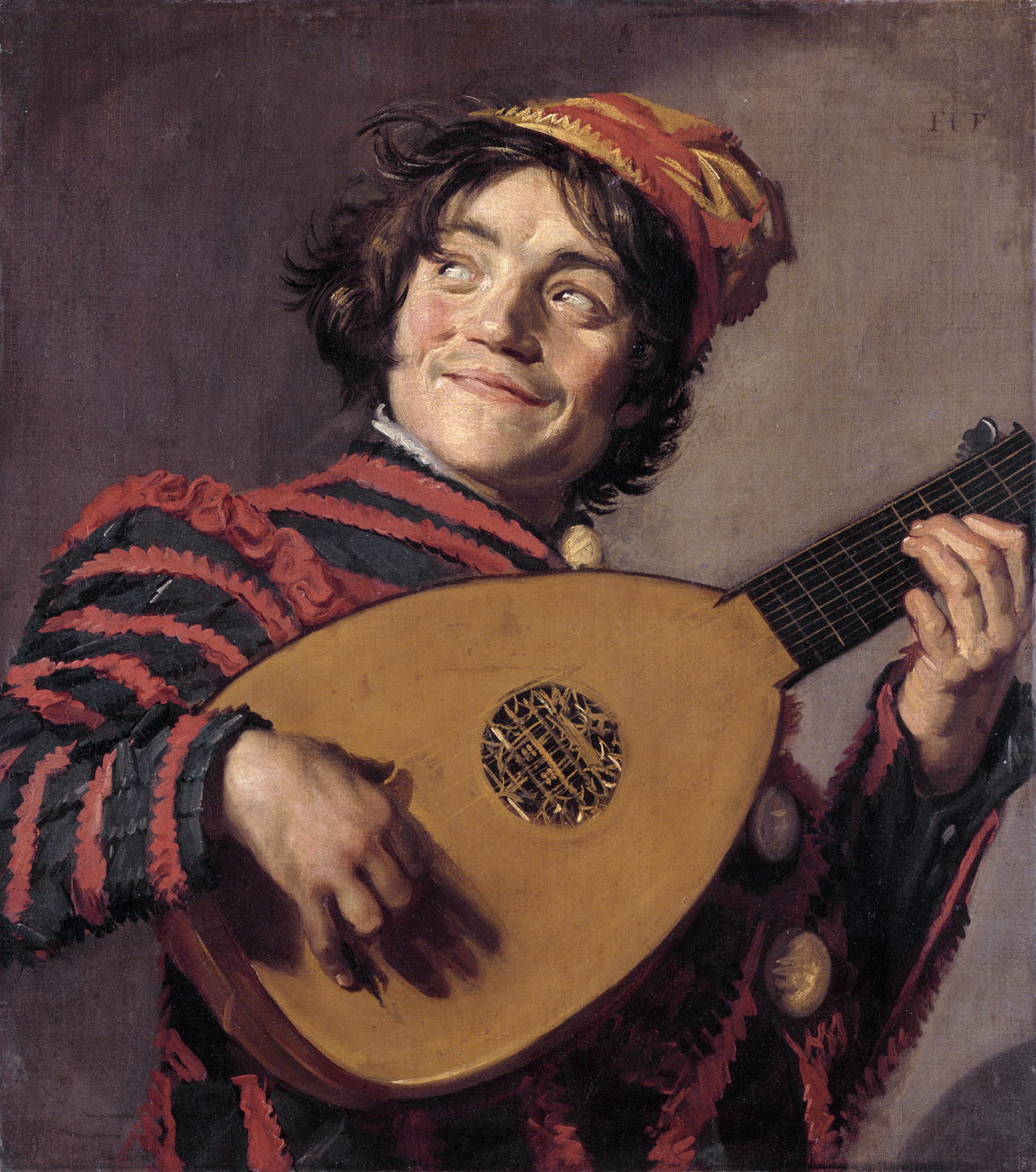
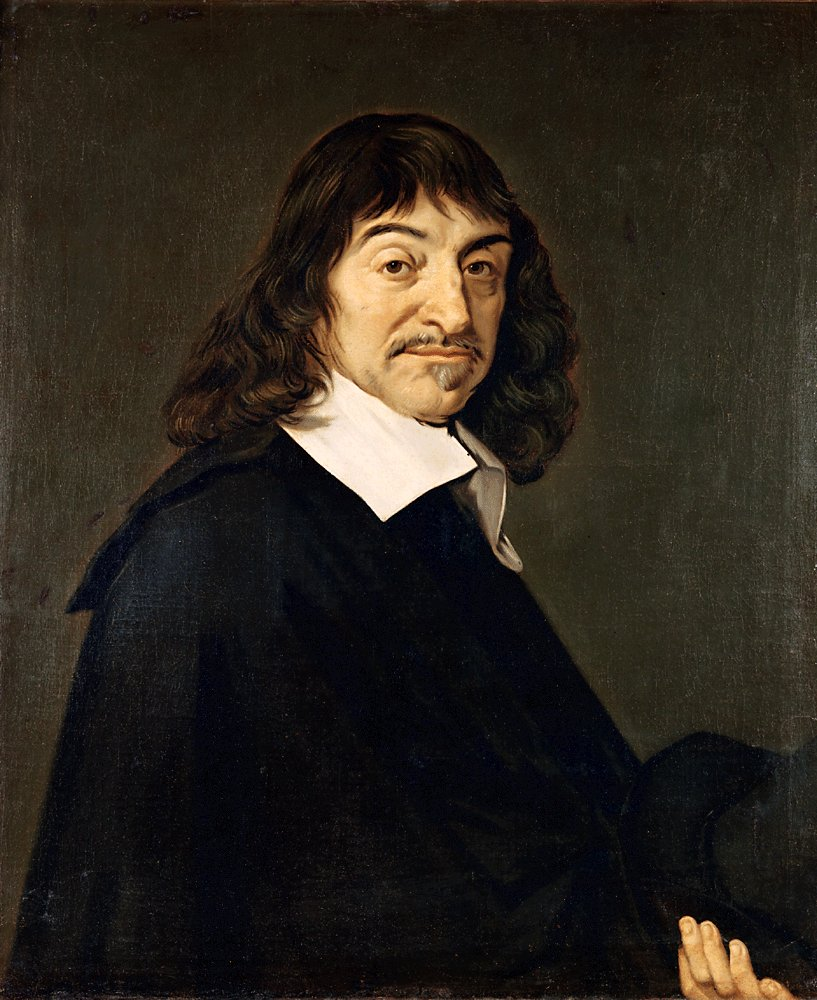
René Descartes (1649)

### Rembrandt van Rijn

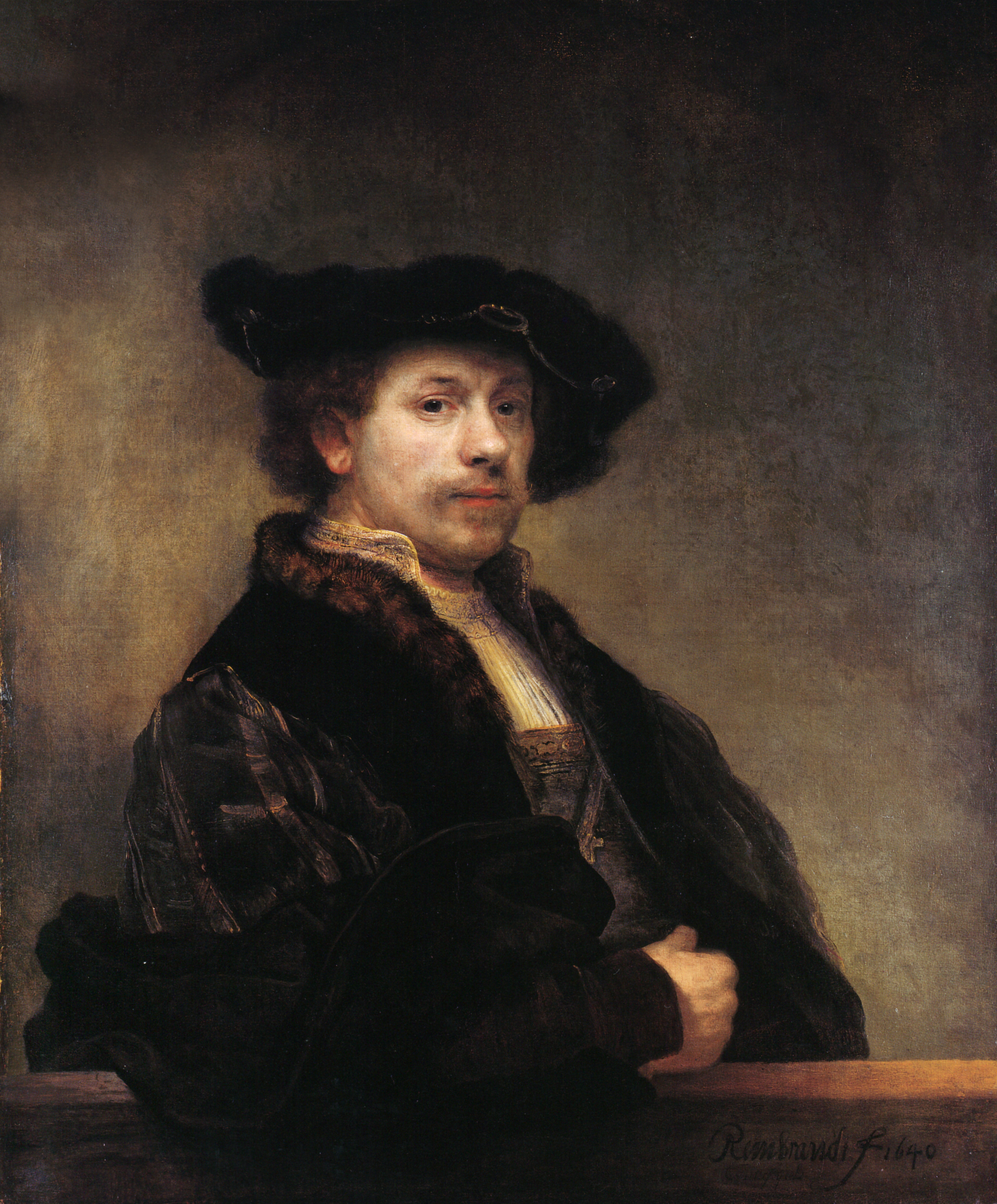
Zelfportret (1640)
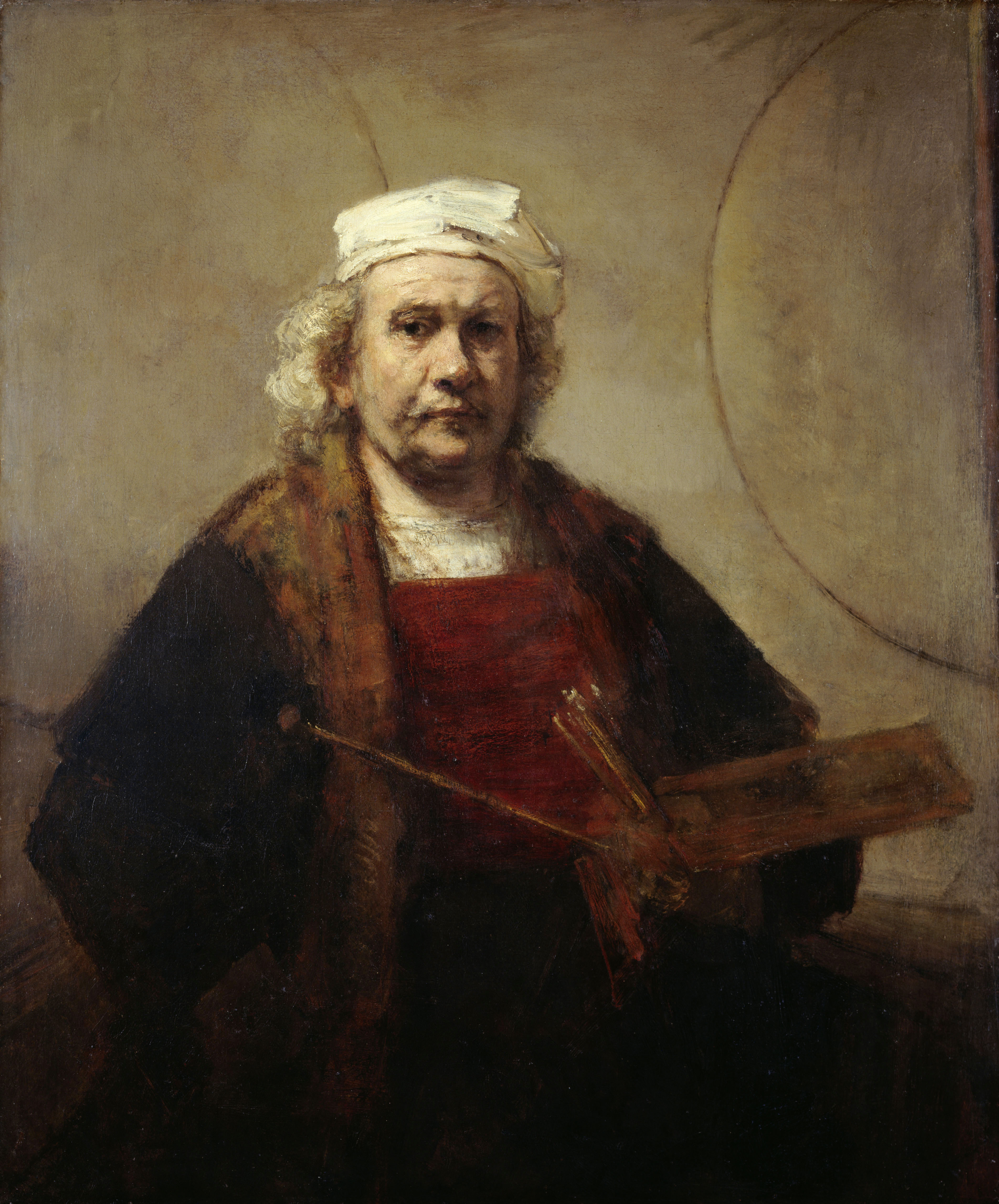
Zelfportret (1661)
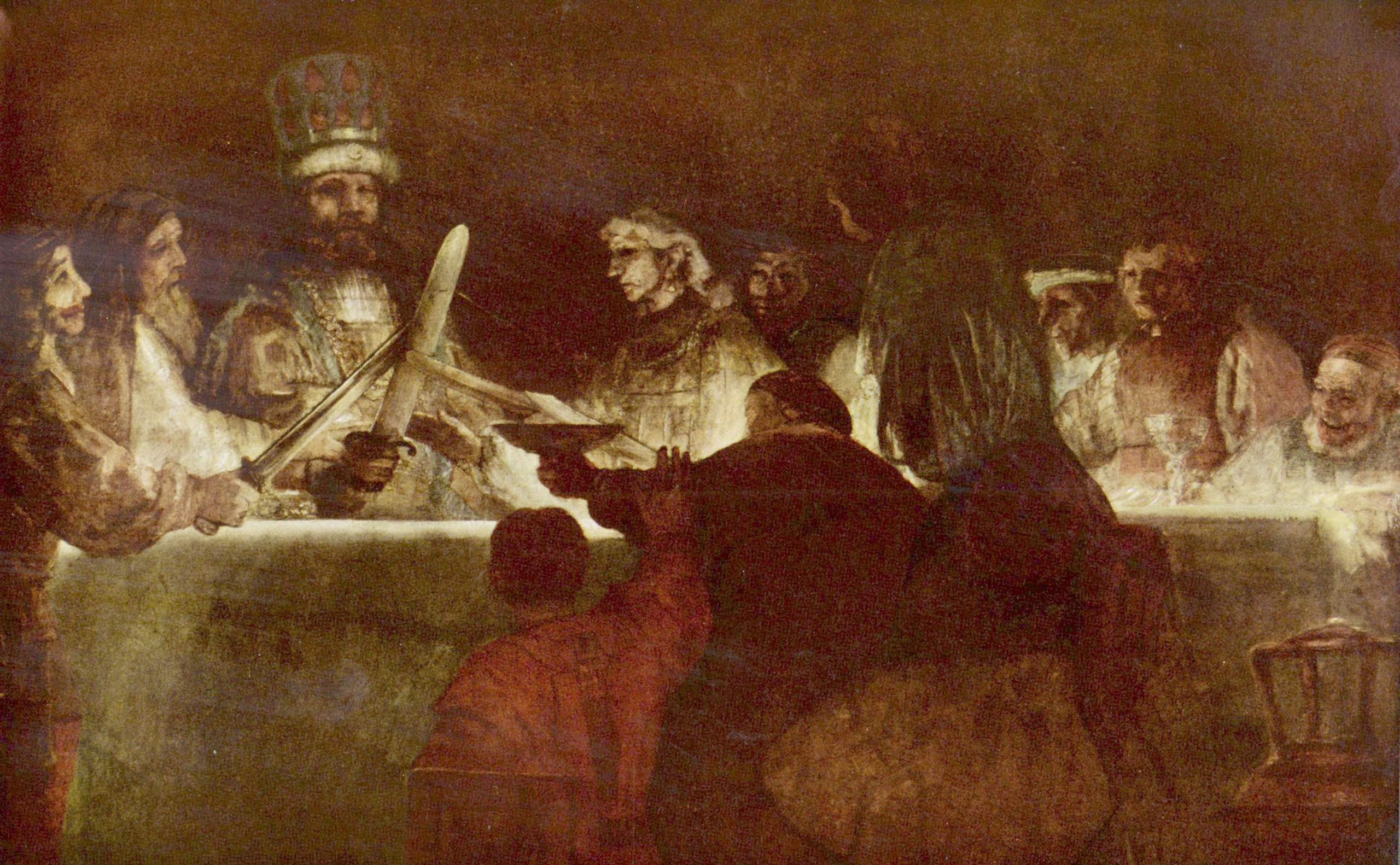
De Samenzwering van Julius Civilis (1661)
Nachtwacht

### Jan Steen

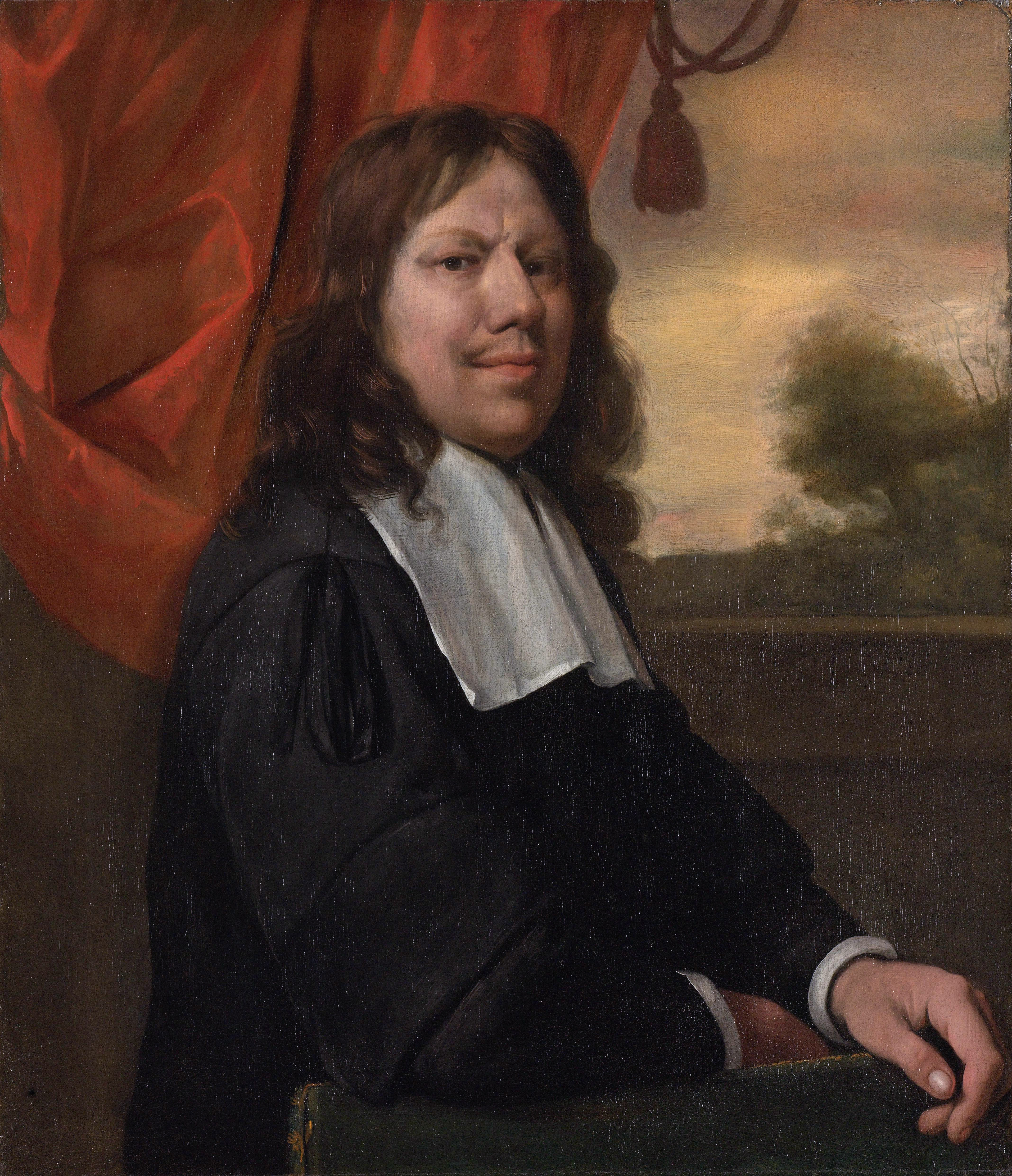
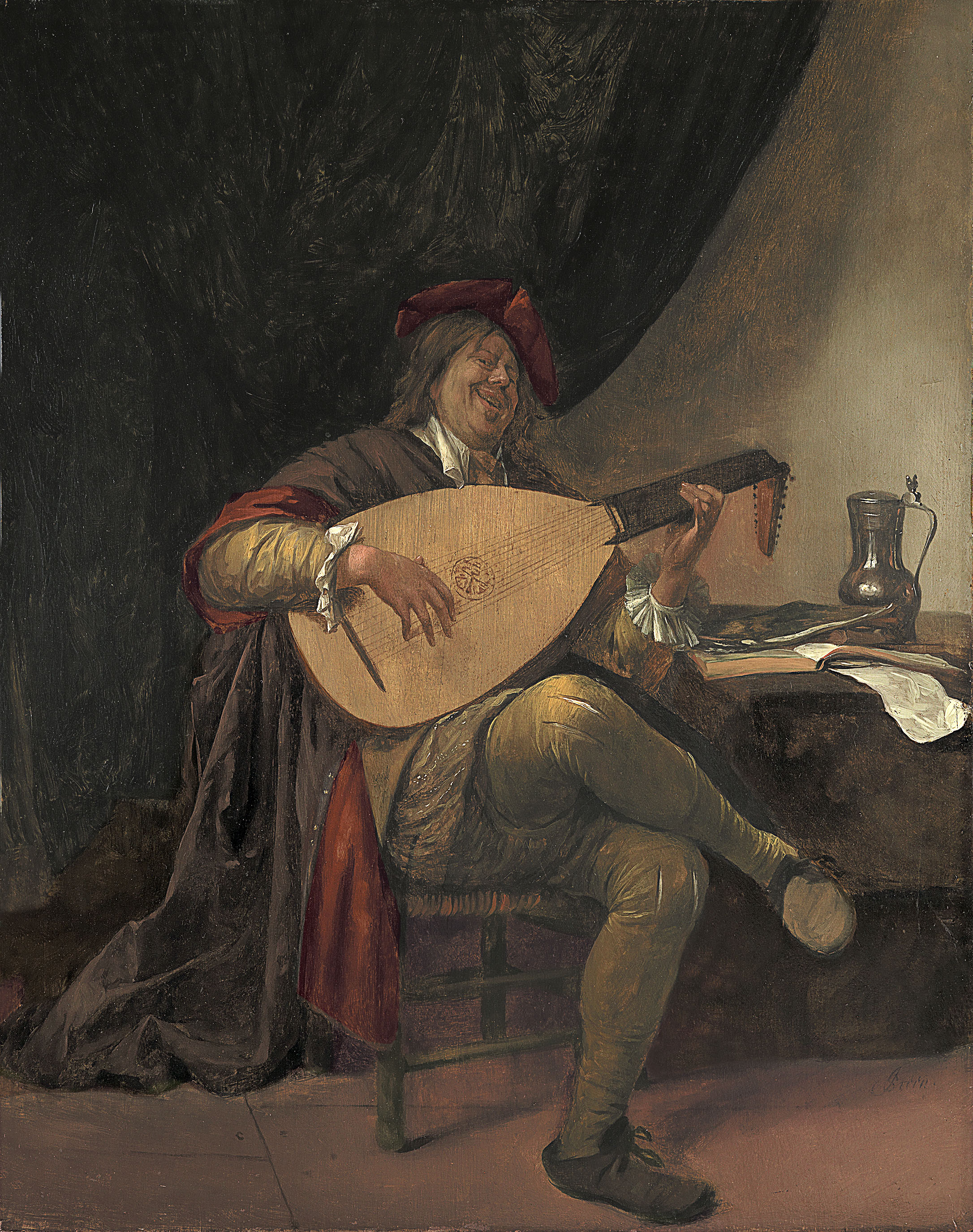
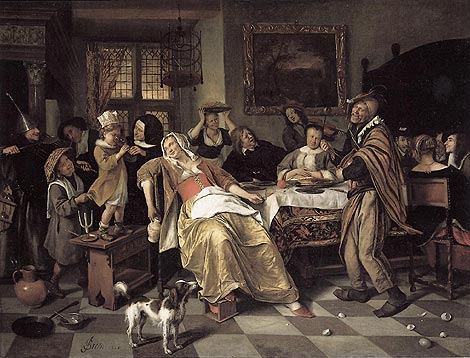
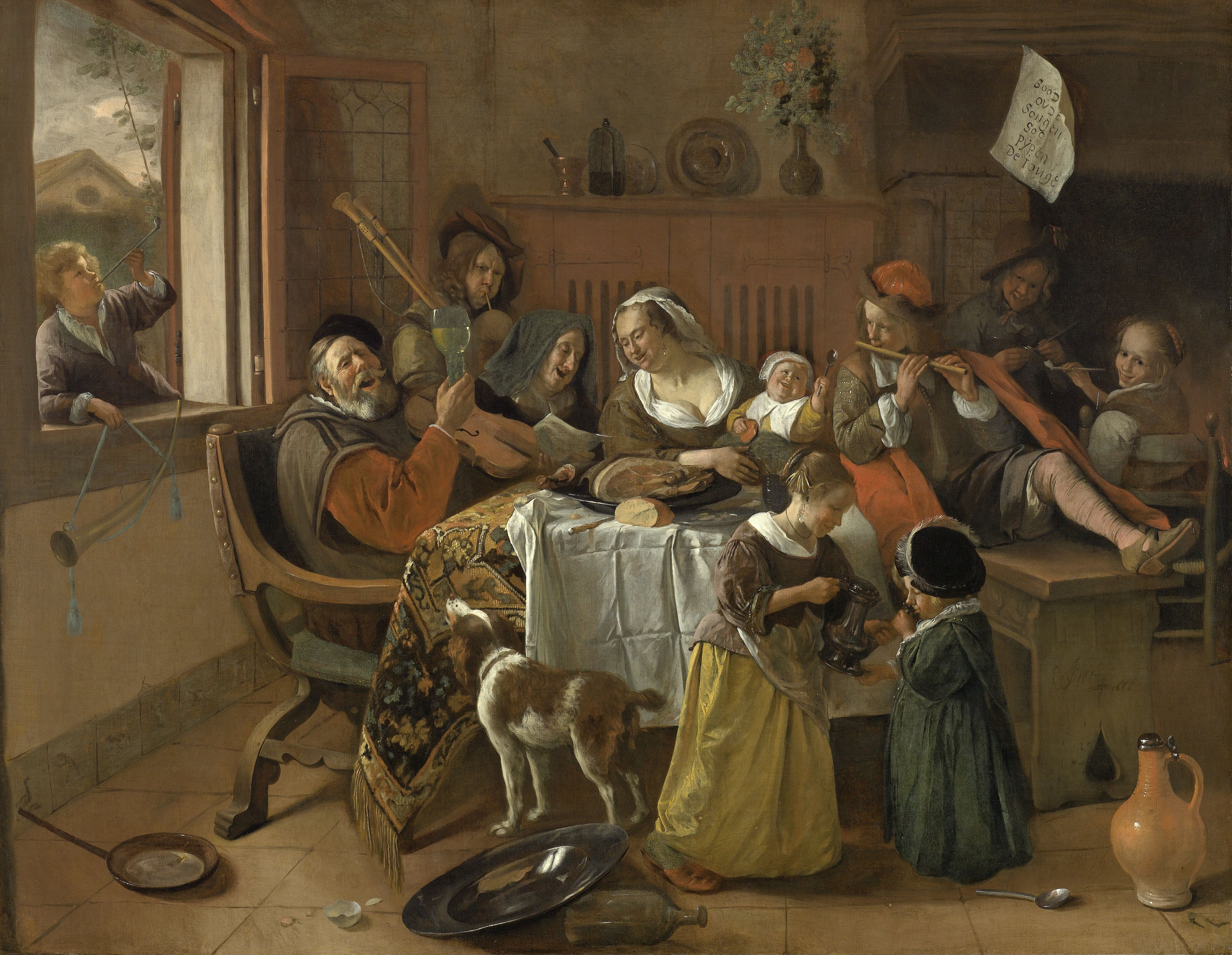

### Johannes Vermeer

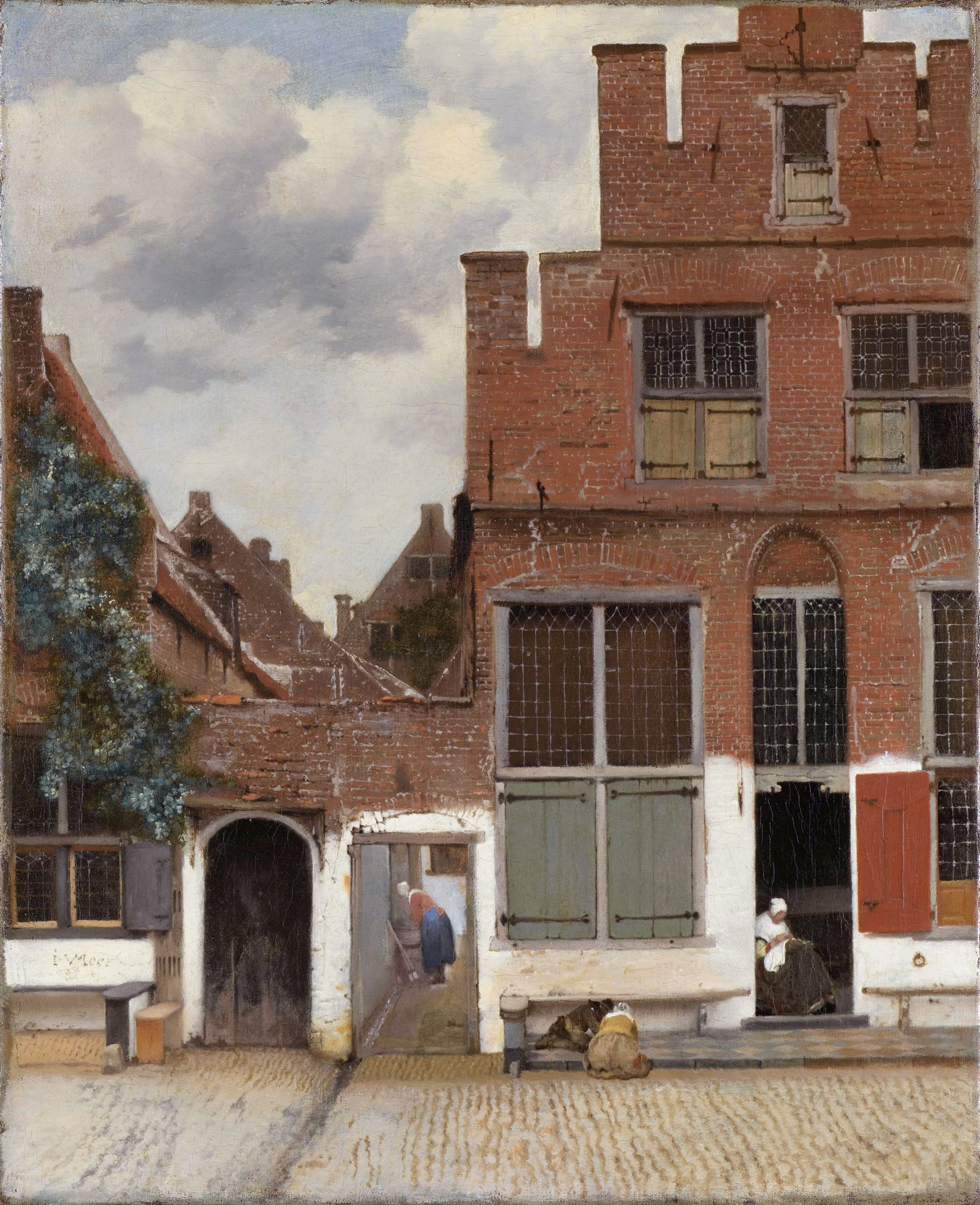
Het straatje in Delft (ca. 1657-58)
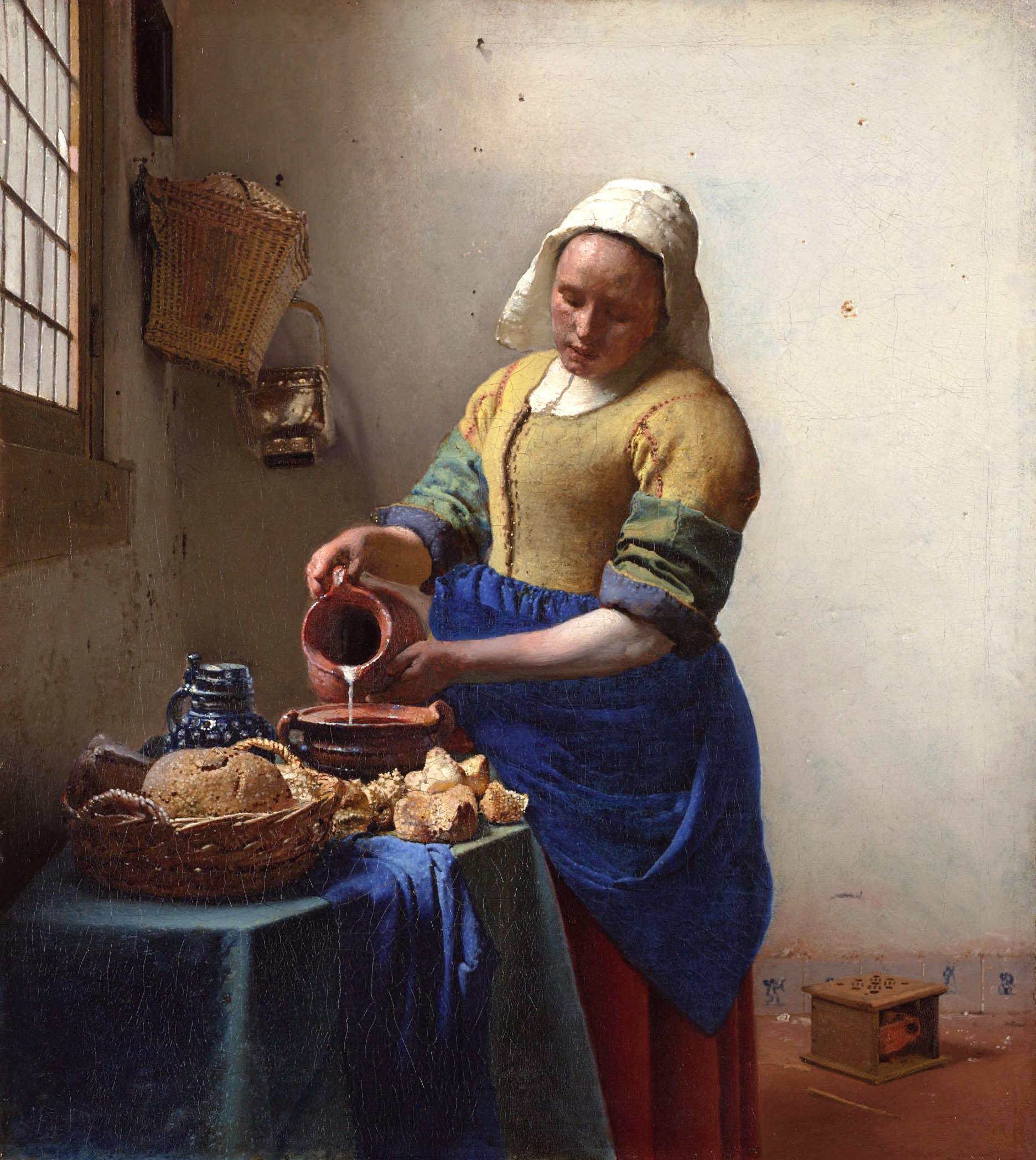
Het melkmeisje (ca. 1658-60)
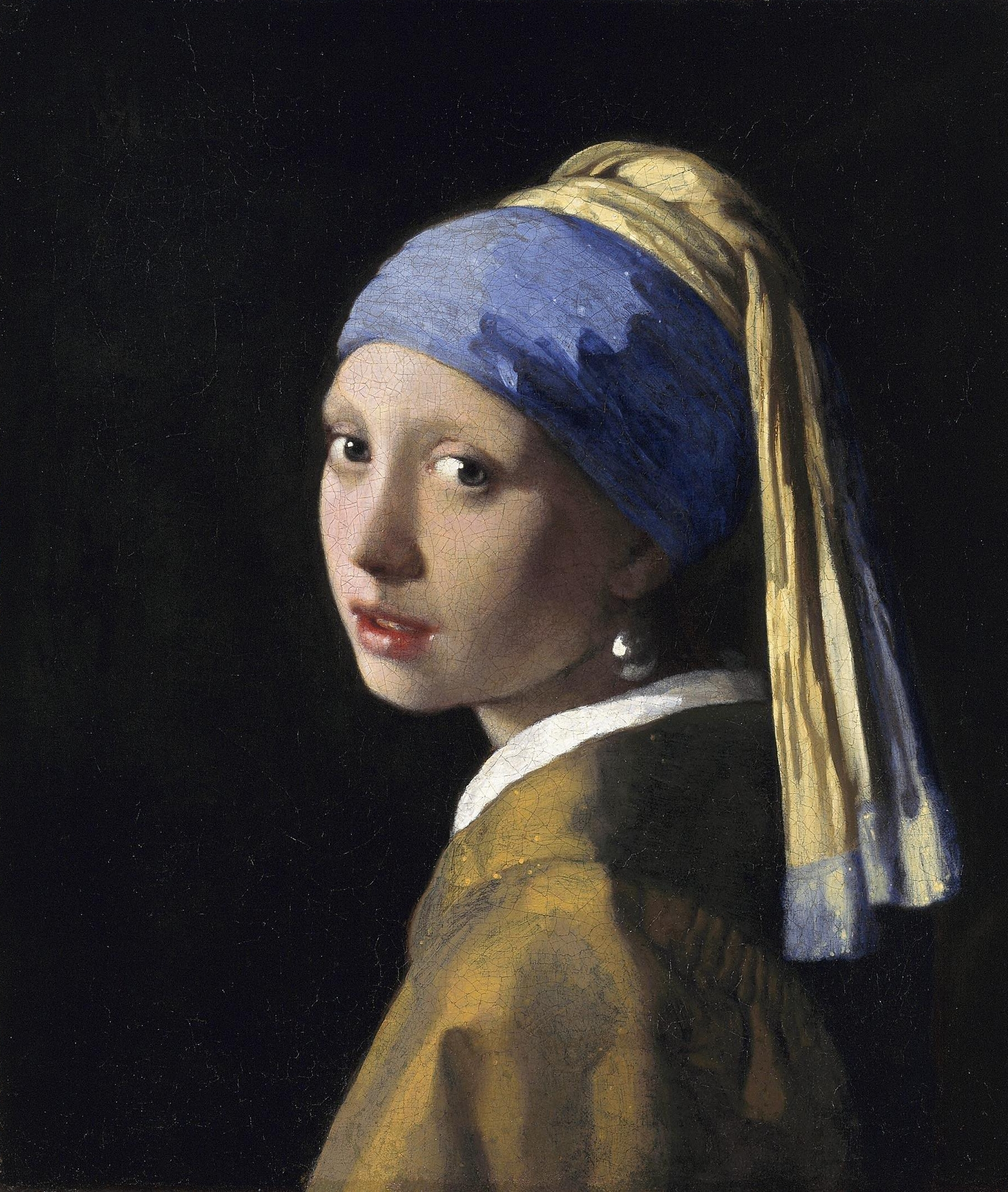
Het meisje met de parel (ca. 1664)

## Negentiende eeuw

### Vincent van Gogh

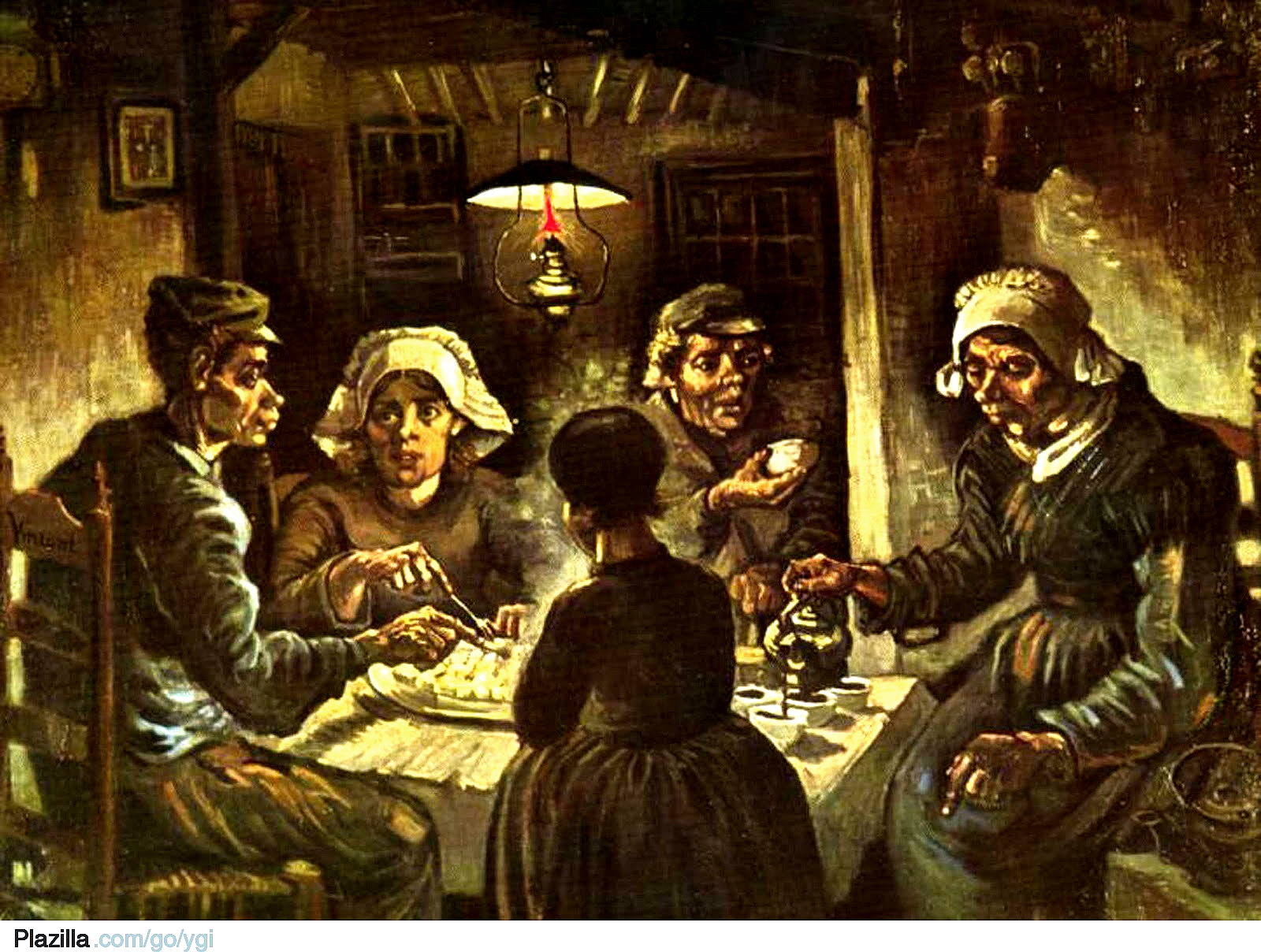
Aardappeleters (1885)
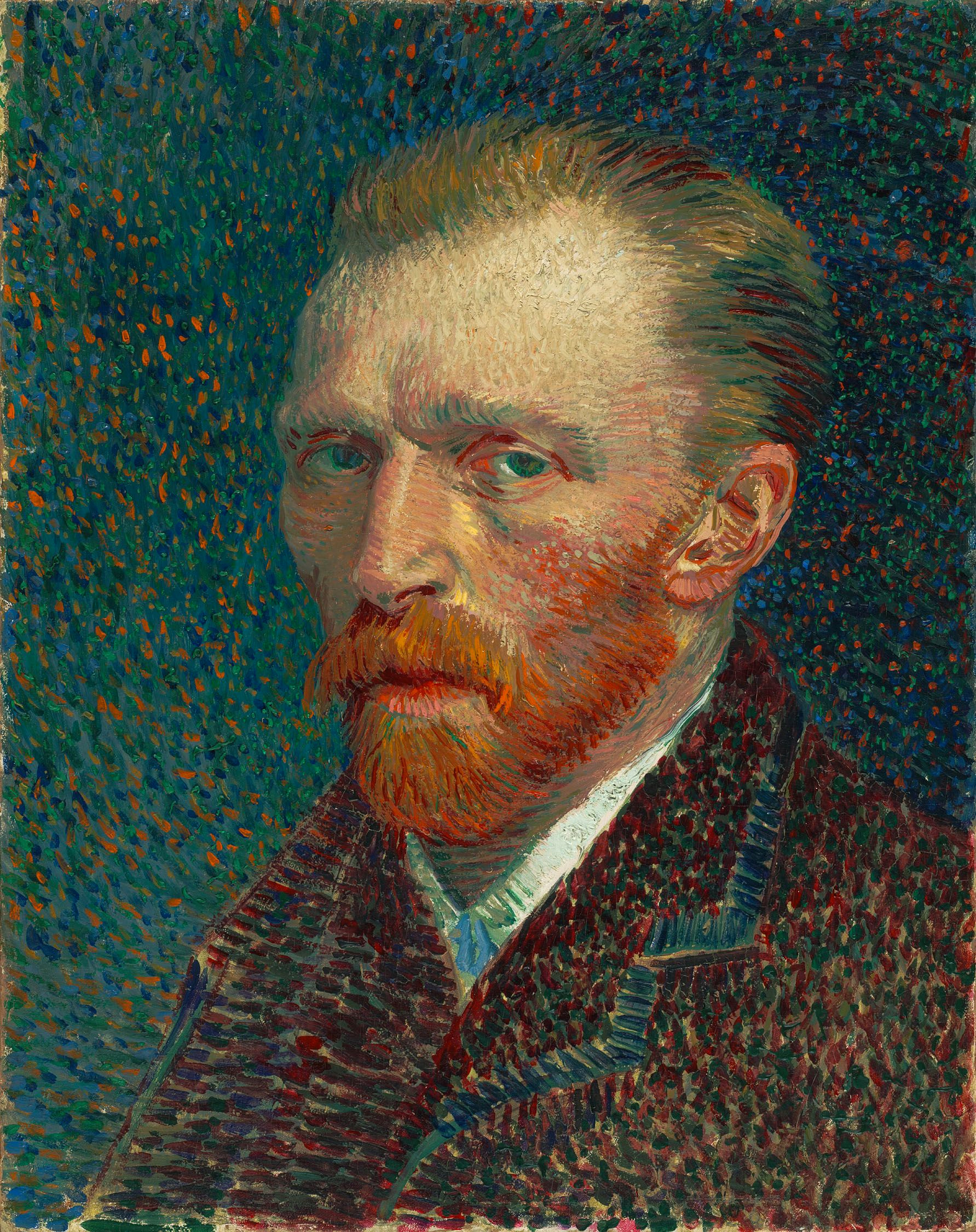
Zelfportret (1886)
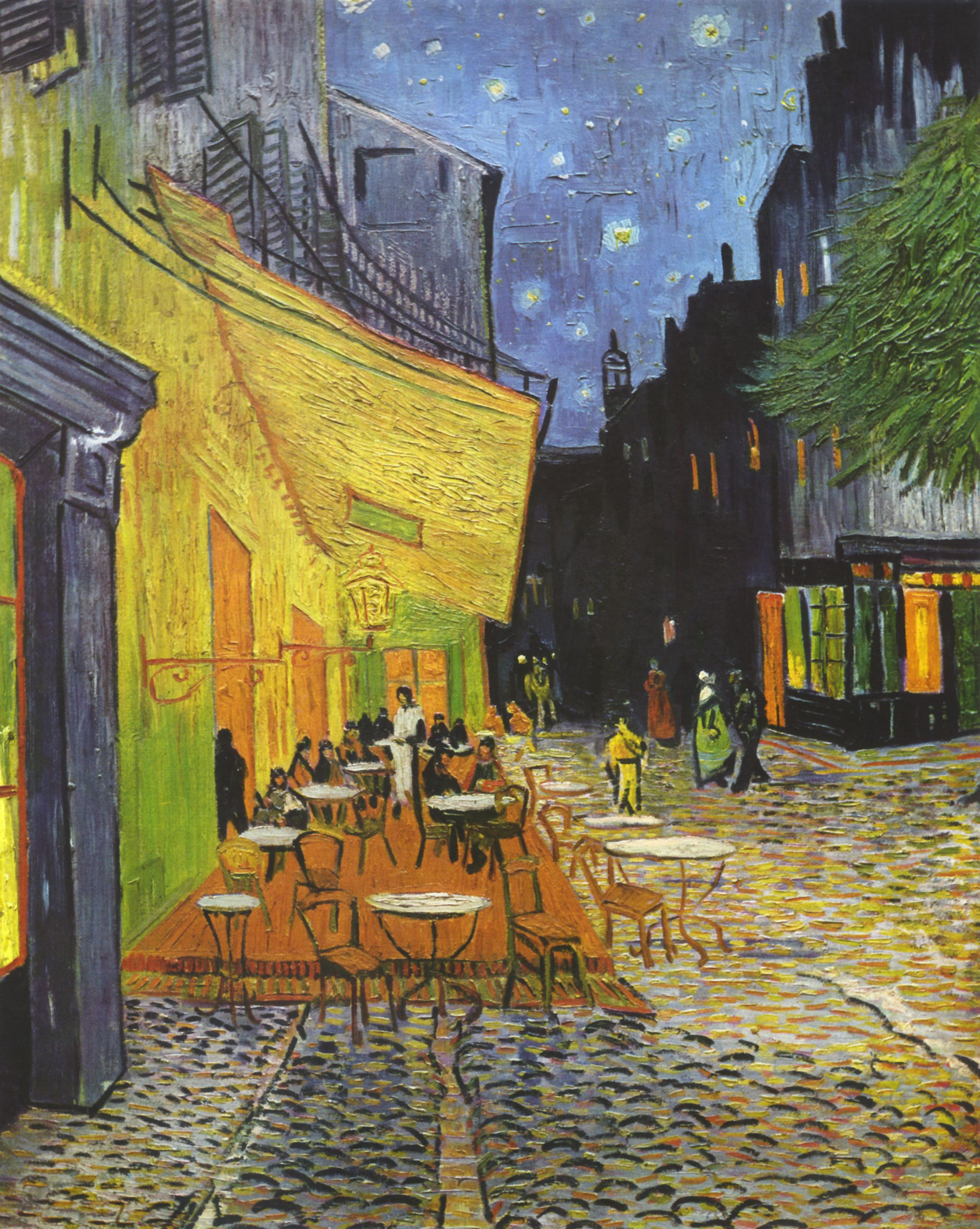
Nachtcafé (1888)
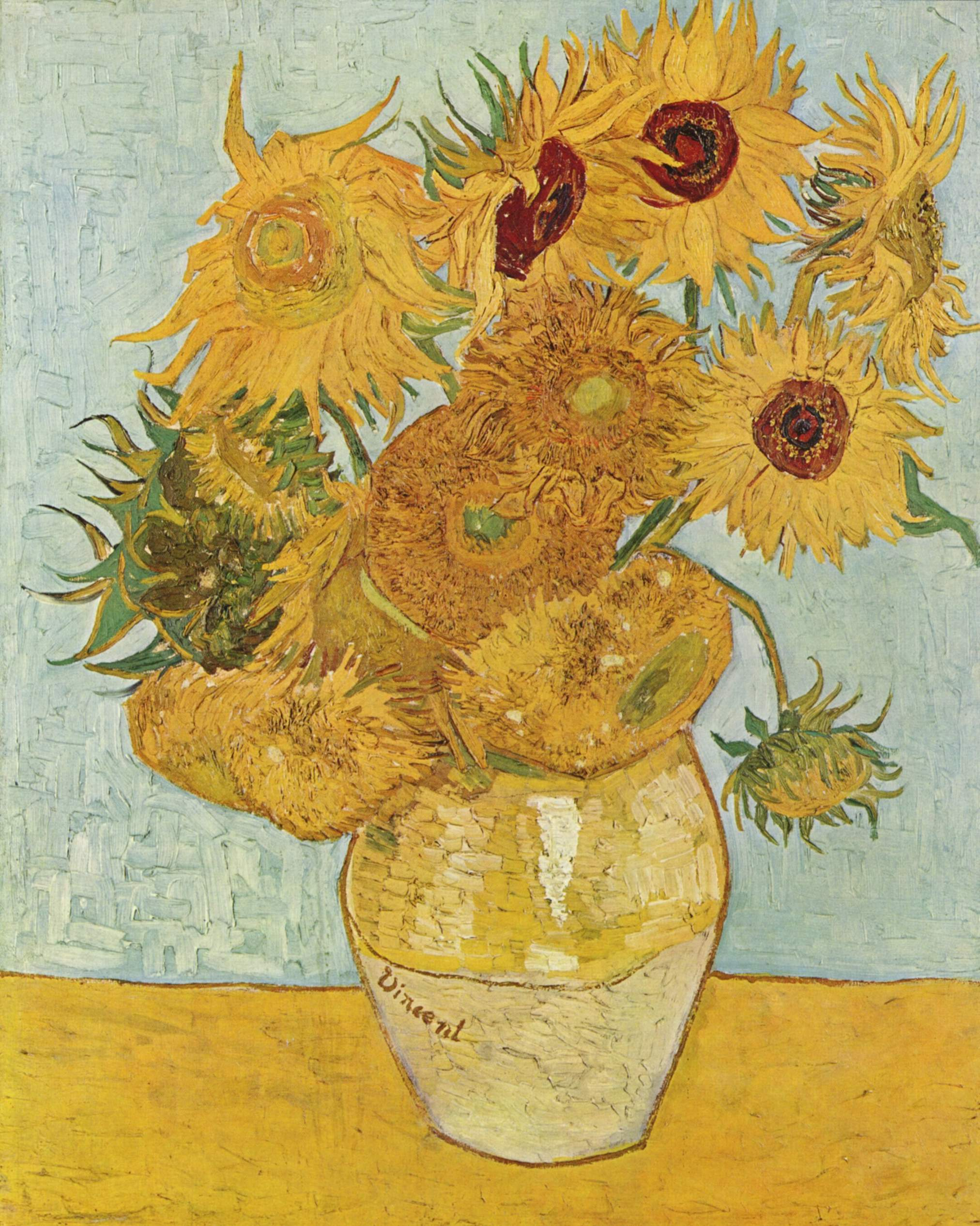

## Twintigste eeuw

### Piet Mondriaan

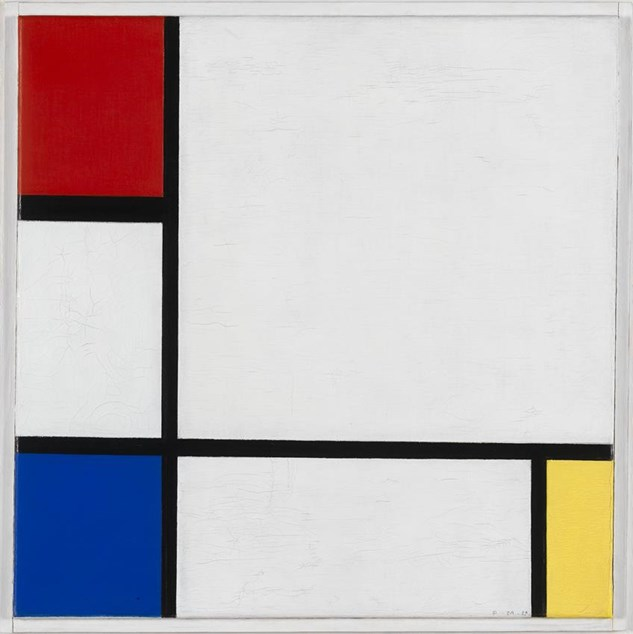
Piet Mondriaan (1929)

### Overig

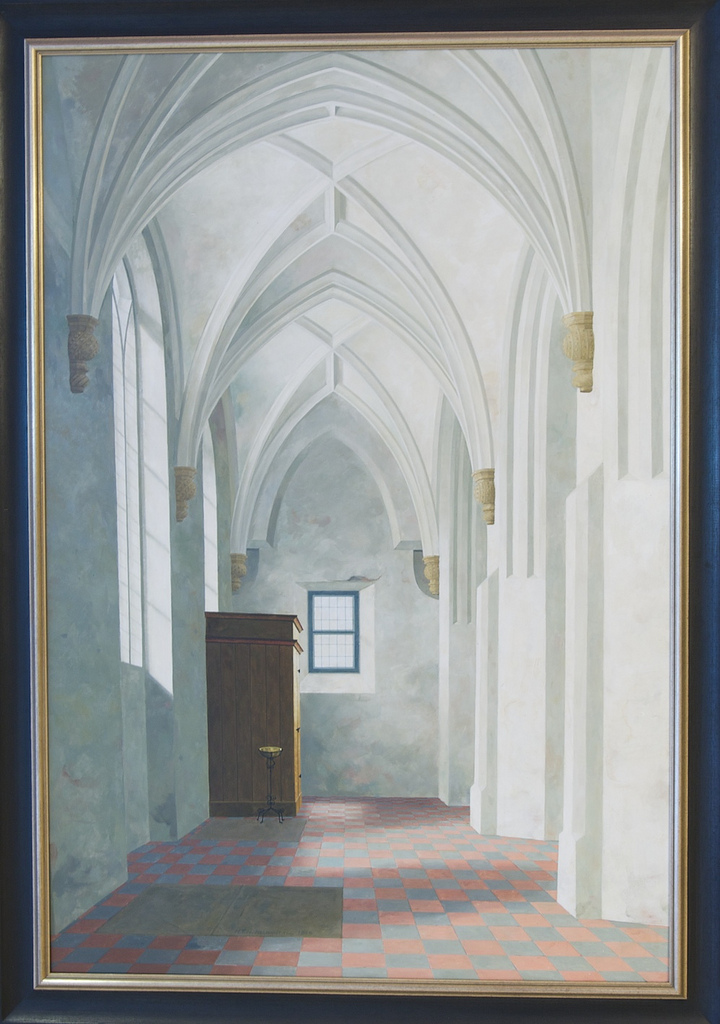
Henk Helmantel (1969)
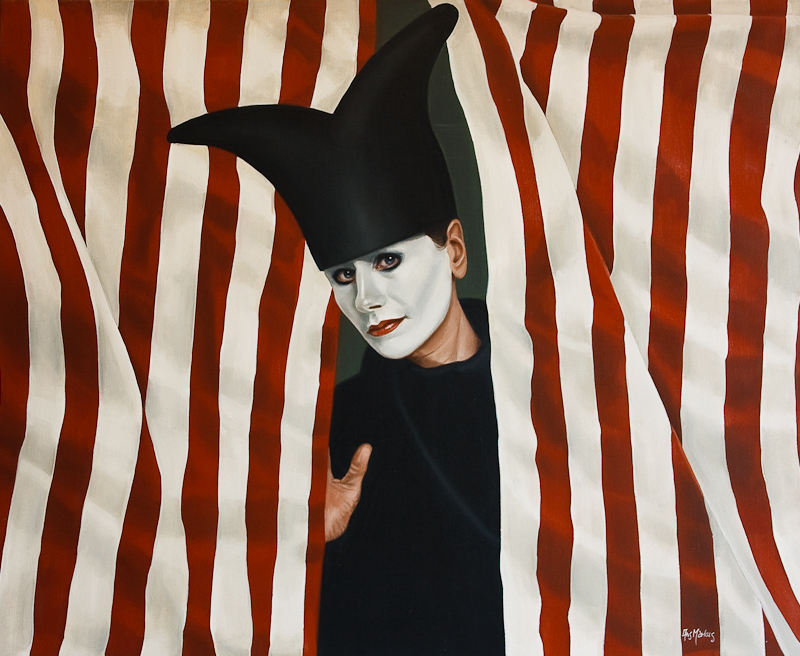
Ans Markus - Pierrot